# Ines Rau

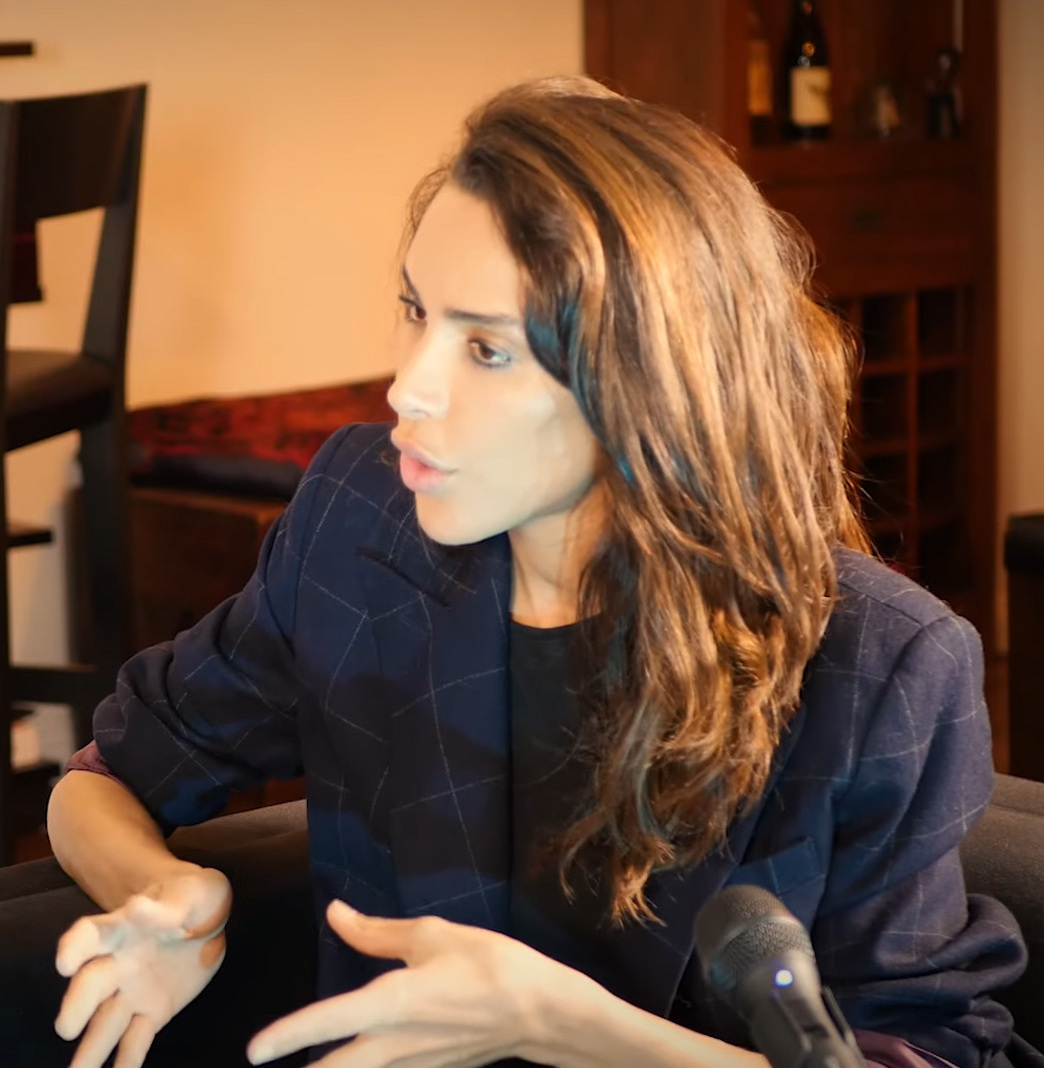
Ines Rau während eines TV-Interviews 2022

Ines-Loan Rau (* 18. März 1990 in Nancy) ist ein französisches Model. Sie war das erste transgeschlechtliche Playmate im Playboy (US-Ausgabe), das sich zuvor öffentlich geoutet hatte.

## Leben
Rau wurde als Kind einer französisch-marokkanischen Mutter geboren. Der algerische Vater verschwand vor der Geburt. Im Alter von 16 Jahren unterzog sie sich einer Hormonersatztherapie und mit 18 einer geschlechtsangleichenden Operation, nachdem sie von der Lebensgeschichte des britischen transsexuellen Models Caroline „Tula“ Cossey inspiriert worden war. Danach lebte sie als Frau, gab ihre transgeschlechtliche Identität aber erst im Alter von 23 Jahren preis.
Im Alter von 18 Jahren ging Rau als Tänzerin nach Ibiza und freundete sich mit David Guetta an. 2013 posierte sie zum ersten Mal nackt mit Tyson Beckford für die Fotostrecke Tropical Surrealism in der ersten Ausgabe des französischen Hochglanzmagazins OOB, kurz nachdem sie ihr Coming-out als Transgender hatte. Im Mai 2014 erschien sie zum ersten Mal in der A–Z-Ausgabe des Playboy in einer Kolumne mit dem Titel Evolution, in der die wachsende Akzeptanz von Geschlechtsidentitäten jenseits des binären Geschlechtersystems dargestellt wurde.
Sie war nach Caroline Cossey im Jahr 1981 das zweite Transgender-Model, das im Playboy abgebildet wurde, und das erste transsexuelle Playboy-Model, das sich freiwillig outete (Cossey wurde von der Boulevardzeitung News of the World in einem Artikel mit dem Titel James Bond girl was a boy zwangsgeoutet und hatte 1991 eine erneute Fotosession mit dem Playboy).
Im Anschluss an ihre Fotosessions in Magazinen modelte Rau für Nicole Miller, Alexis Bittar, Barneys New York, Maison Margiela und Hood By Air. Sie erschien in der italienischen Ausgabe der Vogue und arbeitete in einer Kampagne für Balmain. Gemeinsam mit Andreja Pejić posierte sie für die Fotografin Ellen von Unwerth.
Im Oktober 2017 kündigte Cooper Hefner, der Sohn des Playboy-Gründers Hugh Hefner, an, dass Rau als Playmate des Monats in der November/Dezember-Ausgabe 2017 des Magazins erscheinen würde, was sie zur ersten offen transsexuellen Frau machte, die auf diese Weise vorgestellt wurde. Hefner verglich die Entscheidung, Rau als Playmate zu wählen, mit der seines Vaters, Jennifer Jackson als erstes afroamerikanisches Playmate in der März-Ausgabe 1965 des Playboy vorzustellen. In den Vereinigten Staaten stieß die Ausgabe auf ein geteiltes Echo. Während sie von der LGBT-Community begrüßt wurde, löste es bei der Leserschaft des Playboy teils heftigen Widerstand aus. Einige argumentierten mit transphoben Kommentaren in den sozialen Medien und unterstellten dem Magazin, „vor der politischen Korrektheit zu kuschen“. Die ehemalige Pornodarstellerin Jenna Jameson schrieb: „Ich habe ein Problem damit, genau wie ich ein Problem damit habe, dass ein Transgender gegen biologische Frauen im Sport antritt. Ich denke, es setzt eine ikonische Marke in Brand und passt sich dieser lächerlichen Political-Correctness-Welt an, in der wir leben.“ Hefner entgegnete daraufhin: „Wir sollten gemeinsam für eine offenere Welt kämpfen, nicht für eine, die Hass und mangelnde Akzeptanz fördert.“ Im August 2019 wurde mit Geena Rocero ein weiteres transsexuelles Playmate im US-amerikanischen Playboy vorgestellt.
Nach ihrem Coming-out engagierte sich Rau verstärkt für die Rechte von Transgendern. Im Jahr 2016 trat sie in einer Folge des TF1-Nachrichtenformats Sept à Huit auf, die sich mit ihrem Leben beschäftigte.
2018 erschien Raus autobiografisches Werk Femme, das Dokumente und Essays enthält.
2019 gab sie ihr Schauspieldebüt in einer kleinen Nebenrolle in der Fernsehserie Vernon Subutex des TV-Senders Canal+.

## Privates
2022 tauchten in der Presse Fotos auf, die Rau mit dem französischen Fußballstar Kylian Mbappé von Paris Saint-Germain zeigen. Mbappé, der seinen Ruf durch homophobe Kommentare in den Social Media geschädigt sah, brach schließlich die Beziehung mit ihr ab. Heute lebt Rau mit dem französischen Schauspieler Staiv Gentis zusammen.